# Kantara (Cipro)
Kantara (in greco Καντάρα?; in turco: Kantara), è un piccolo villaggio di montagna nella Repubblica Turca di Cipro del Nord. Il villaggio si trova nel distretto di İskele sulla penisola del Karpas vicino al castello medievale di Kantara nelle montagne del Beşparmak. 

## Monumenti e luoghi di interesse

### Architetture religiose
Il villaggio ospita la chiesa profanata dell'ex monastero della Panaghia Kantariotissa.